# Damn
《Damn》(《DAMN.》으로 스타일 지정)은 미국의 래퍼 켄드릭 라마의 네 번째 스튜디오 음반이다. 2017년 4월 14일 탑 독 엔터테인먼트, 애프터매스 엔터테인먼트, 인터스코프 레코드를 통해 발매되었다.
이 음반에는 최고 프로듀서이자 탑 독 엔터테인먼트의 레이블 수장인 앤서니 "탑 도그" 티피스, 소운웨이브, DJ 다히, 마이크 윌 메이드 잇, 리치 리에라 등 다양한 음반 프로듀서들의 프로듀싱과 제임스 블레이크, 스티브 레이시, BADBADNOTGOOD, 그렉 커스틴, 알키미스트 등의 프로듀싱이 포함되어 있다. 《Damn》은 아일랜드의 록 밴드 U2와 함께 가수 리한나와 탑 도그 가수 자카리의 출연을 특징으로 한다.
《Damn》은 광범위한 비평가들의 찬사를 받았고, 첫 주에 603,000개의 앨범 등가 단위를 얻으며 미국 빌보드 200에서 1위를 차지했다. 이 곡은 또한 호주, 벨기에, 덴마크, 아일랜드, 네덜란드, 노르웨이, 스웨덴, 그리고 영국에서 2위를 차지하면서 캐나다 차트에서 1위를 차지했다. 〈Humble〉, 〈Loyalty〉, 〈Love〉 등 세 개의 공식 싱글이 지원했으며, 그 중 첫 번째 싱글은 리드 아티스트로서 미국 빌보드 핫 100에서 라마의 첫 번째 1위 싱글이 되었다. 《Damn》은 2018년 5월 미국 음반 산업 협회로부터 트리플 플래티넘 인증을 받았으며 2017년 《빌보드》 연말 1위 음반이기도 하다.
《Damn》은 《빌리지 보이스》의 패즈 & 잡 비평가 투표에서 1위를 차지했고, 다른 여러 출판물들에 의해 2017년과 10년 중 최고의 음반 중 하나로 선정되었다. 이 음반은 비재즈 또는 클래식 작품으로는 처음으로 2018년 음악 부문 퓰리처상을 수상했고, 같은 해 그래미 어워드에서 최우수 랩 음반상을 수상했으며, 시상식에서 올해의 음반 후보에 올랐다. 2020년, 이 음반은 《롤링 스톤》이 발표한 역사상 가장 위대한 음반 500장 중 175위에 올랐다.

## 녹음 및 제작
〈Humble〉의 비트는 마이크 윌 메이드 잇이 구치 메인와 함께 녹음할 목적으로 개발했지만 나중에 라마에게 보여주었다. 녹음 후, 처음에는 마이크 윌의 데뷔 음반 《Ransom 2》로 발매하기로 합의했지만, 다른 사람들은 라마가 다음 음반을 위해 이 음반을 보유하도록 설득했다.
〈DNA〉는 〈Humble〉에 이어 라마와 마이크 윌이 녹음한 두 번째 음반이다. 〈DNA〉의 1절이 마이크 윌이 이미 준비한 비트로 녹음된 후, 라마는 마이크 윌이 랩 주위에 비트를 만들 것을 요청하며 2절 아카펠라를 랩하기 시작했다. 라마는 이 곡이 "혼돈"처럼 들린다고 제안했고, 마이크 윌은 이 곡의 후반부를 "박자와 싸우는 것처럼 들린다"는 의도로 구성했다.

## 음악 스타일
《Damn》은 트랩, R&B, 팝의 요소를 가진 의식적인 랩으로 특징지어져 왔다.

## 발매 및 홍보
2017년 3월 23일, 라마는 홍보용 싱글 〈The Heart Part 4〉를 발매했는데, 이 곡은 그의 네 번째 스튜디오 음반의 발매일을 암시하는 가사를 담고 있다. 2017년 4월 7일, 이 음반은 선주문이 가능하게 되었고 4월 14일 발매가 확정되었다. 4월 11일, 라마는 《Damn》의 트랙 목록을 공개했다.
2017년 12월 8일, 라마는 이 음반의 《Collectors Edition》을 발매했다. 이 음반은 음악적으로는 동일하지만 트랙 순서가 뒤바뀌고 새로운 커버 아트가 있다.

## 반응
| 전문가 평가           | 전문가 평가 |
| 총 점수               | 총 점수     |
| 출처                  | 점수        |
| --------------------- | ----------- |
| AnyDecentMusic?       | 9.1/10      |
| 메타크리틱            | 95/100      |
| 평가 점수             |             |
| 출처                  | 점수        |
| AllMusic              | [ 16 ]      |
| The A.V. Club         | A           |
| Chicago Tribune       | [ 18 ]      |
| The Daily Telegraph   | [ 19 ]      |
| Entertainment Weekly  | A           |
| The Guardian          | [ 21 ]      |
| NME                   | [ 22 ]      |
| Pitchfork             | 9.2/10      |
| Rolling Stone         | [ 24 ]      |
| Vice (Expert Witness) | A−          |

《Damn》은 광범위한 비평가들의 갈채를 받았다. 전문 출판물의 리뷰에 100점 만점에 정규화된 등급을 매기는 메타크리틱에서 이 음반은 39개의 리뷰를 바탕으로 평균 95점을 받았다. 애그리게이터 AnyDecentMusic?은 비판적 합의에 대한 평가를 바탕으로 10점 만점에 9.1점을 주었다.

## 상업적 성과
미국에서, 《Damn》은 발매 첫 주에 603,000개의 앨범 등가 단위로 빌보드 200에서 1위로 데뷔했고, 미국의 정상에 도달하기 위해 《To Pimp a Butterfly》 (2015년)와 《Untitled Unmastered》 (2016년)에 이어 그의 세 번째 연속 음반이 되었다. 첫 주에 353,000장이 팔렸고 3억 4천만 개 이상의 스트리밍이 누적되었다. 두 번째 주, 이 음반은 238,000장의 음반 판매량으로 미국 차트 1위를 지켰으며, 그 중 87,000장이 전통적인 음반 판매량이었으며, 총 841,000장의 판매량을 기록했다. 발매 3주째에는 173,000장의 앨범 등가 판매량 중 57,000장이 전통 음반 판매량이며 총 101만4,000장의 판매량을 기록했다. 2018년 4월 기준으로, 《Damn》은 미국에서 1,002,000장의 음반 판매량과 3,137,000장의 음반 판매량을 기록했다.
2018년 5월 10일, 이 음반은 미국 음반 산업 협회로부터 300만 장에 달하는 판매량, 스트리밍, 트랙 판매량을 합산하여 트리플 플래티넘 인증을 받았다. 이 음반은 또한 캐나다 음반 차트에서 35,000개의 소비 유닛과 2,540만 개의 스트림으로 1위를 차지했고, 이 래퍼의 3번째 연속 음반이 되었다. 영국에서, 《Damn》은 첫 주에 3만 장을 팔았고 영국 음반 차트에서 2위에 올랐다.
IFPI에 따르면, 이 음반은 전 세계적으로 130만 장이 판매되며 2017년 7번째로 많이 팔린 음반이다. 《Damn》은 2017년 빌보드 200에서 올해의 음반 1위에 올랐다. 2018년, 《Damn》은 빌보드 200에서 13번째로 가장 인기 있는 음반으로 선정되었다.

## 곡 목록
| #            | 제목                            | 작사·작곡 | 프로듀서                                                                 | 재생 시간 |
| ------------ | ------------------------------- | --- | ------------------------------------------------------------------------ | --------- |
| 1.           | 〈Blood〉                       | Kendrick Duckworth Daniel Tannenbaum Anthony Tiffith                                                          | Bēkon Top Dawg                                                           | 1:58      |
| 2.           | 〈DNA〉                         | Duckworth Michael Williams II                                                                                 | Mike Will Made It                                                        | 3:05      |
| 3.           | 〈Yah〉                         | Duckworth Mark Spears Dacoury Natche Tiffith                                                                  | Sounwave DJ Dahi Top Dawg Bēkon                                          | 2:40      |
| 4.           | 〈Element〉                     | Duckworth Spears James Blake Ricci Riera                                                                      | Sounwave Blake Riera Tae Beast Bēkon                                     | 3:28      |
| 5.           | 〈Feel〉                        | Duckworth Spears                                                                                              | Sounwave                                                                 | 3:34      |
| 6.           | 〈Loyalty〉 (featuring Rihanna) | Duckworth Natche Spears Terrace Martin Tiffith                                                                | DJ Dahi Sounwave Martin Top Dawg Kuk Harrell                             | 3:47      |
| 7.           | 〈Pride〉                       | Duckworth Steve Lacy Anna Wise Tiffith                                                                        | Lacy Top Dawg Bēkon                                                      | 4:35      |
| 8.           | 〈Humble〉                      | Duckworth Williams II Asheton Hogan                                                                           | Mike Will Made It Pluss                                                  | 2:57      |
| 9.           | 〈Lust〉                        | Duckworth Natche Spears Chester Hansen Alexander Sowinski Matthew Tavares Leland Whitty                       | DJ Dahi Sounwave BadBadNotGood                                           | 5:07      |
| 10.          | 〈Love〉 (featuring Zacari)     | Duckworth Zacari Pacaldo Travis Walton Spears Greg Kurstin Tiffith                                            | Teddy Walton Sounwave Kurstin Top Dawg                                   | 3:33      |
| 11.          | 〈XXX〉 (featuring U2)          | Duckworth Williams II Natche Spears Tiffith Paul Hewson David Evans Adam Clayton Larry Mullen Jr.             | Mike Will Made It DJ Dahi Sounwave Top Dawg Bēkon                        | 4:14      |
| 12.          | 〈Fear〉                        | Duckworth Daniel Maman                                                                                        | The Alchemist Bēkon                                                      | 7:40      |
| 13.          | 〈God〉                         | Duckworth Riera Spears Natche Tannenbaum Ronald LaTour Tiffith Daveon Jackson Mike Hector Walton Brock Korsan | Riera Sounwave DJ Dahi Bēkon Cardo Top Dawg Yung Exclusive Hector Walton | 4:08      |
| 14.          | 〈Duckworth〉                   | Duckworth Patrick Douthit                                                                                     | 9th Wonder Bēkon                                                         | 4:08      |
| 총 재생 시간 | 총 재생 시간                    | 총 재생 시간                                                                                                  | 총 재생 시간                                                             | 54:54     |

## 인증
| 국가                                                            | 인증        | 판매량/출하량 |
| --------------------------------------------------------------- | ----------- | ------------- |
| 오스트레일리아 (ARIA)                                           | 2× 플래티넘 | 140,000       |
| 오스트리아 (IFPI 오스트리아)                                    | 골드        | 7,500         |
| 캐나다 (뮤직 캐나다)                                            | 4× 플래티넘 | 320,000       |
| 덴마크 (IFPI Danmark)                                           | 2× 플래티넘 | 40,000        |
| 프랑스 (SNEP)                                                   | 플래티넘    | 100,000       |
| 이탈리아 (FIMI)                                                 | 골드        | 25,000*       |
| 멕시코 (AMPROFON)                                               | 골드        | 30,000        |
| 네덜란드 (NVPI)                                                 | 골드        | 25,000        |
| 뉴질랜드 (RMNZ)                                                 | 2× 플래티넘 | 30,000        |
| 노르웨이 (IFPI 노르웨이)                                        | 플래티넘    | 30,000*       |
| 싱가포르 (RIAS)                                                 | 골드        | 5,000*        |
| 스웨덴 (GLF)                                                    | 골드        | 20,000        |
| 영국 (BPI)                                                      | 플래티넘    | 300,000       |
| 미국 (RIAA)                                                     | 3× 플래티넘 | 3,000,000     |
| *판매량을 기반으로 한 인증 · 판매량+스트리밍을 기반으로 한 인증 |             |               |